# Coppa del Mondo di salto con gli sci 2015
La Coppa del Mondo di salto con gli sci 2015, trentaseiesima edizione della manifestazione organizzata dalla Federazione Internazionale Sci, è stata la quarta a prevedere un circuito di gare femminili. Nel corso della stagione si sono tenuti a Falun i Campionati mondiali di sci nordico 2015, non validi ai fini della Coppa del Mondo, il cui calendario dunque ha previsto un'interruzione nel mese di febbraio.
La stagione maschile è iniziata il 22 novembre 2014 a Klingenthal, in Germania, e si è conclusa il 22 marzo 2015 a Planica, in Slovenia. Sono state disputate 31 delle 32 gare individuali e le 5 a squadre previste, in 21 differenti località: 1 su trampolino normale, 29 su trampolino lungo, 6 su trampolino per il volo. Il tedesco Severin Freund si è aggiudicato la coppa di cristallo, il trofeo assegnato al vincitore della classifica generale; l'austriaco Stefan Kraft ha vinto il Torneo dei quattro trampolini, lo sloveno Peter Prevc la Coppa di volo. Il polacco Kamil Stoch era il detentore uscente della Coppa generale, l'austriaco Thomas Diethart del Torneo.
La stagione femminile è iniziata il 5 dicembre 2014 a Lillehammer, in Norvegia, e si è conclusa il 13 marzo 2015 a Oslo Holmenkollen, in Norvegia. Si sono disputate 13 delle 14 gare previste, tutte individuali, in 8 differenti località: 12 su trampolino normale, 1 su trampolino lungo. L'austriaca Daniela Iraschko si è aggiudicata la coppa di cristallo, il trofeo assegnato alla vincitrice della classifica generale; la giapponese Sara Takanashi era la detentrice uscente della Coppa generale.

## Uomini

### Risultati
| Data                          | Località               | Nazione   | Trampolino                 | Spec. | Primo                                                                         | Secondo                                                                    | Terzo                                                                    |
| ----------------------------- | ---------------------- | --------- | -------------------------- | ----- | ----------------------------------------------------------------------------- | -------------------------------------------------------------------------- | ------------------------------------------------------------------------ |
| 22 novembre 2014              | Klingenthal            | Germania  | Vogtland Arena HS140       | TL    | Germania Markus Eisenbichler Richard Freitag Andreas Wellinger Severin Freund | Giappone Reruhi Shimizu Daiki Itō Noriaki Kasai Taku Takeuchi              | Norvegia Rune Velta Anders Jacobsen Anders Fannemel Anders Bardal        |
| 23 novembre 2014              | Klingenthal            | Germania  | Vogtland Arena HS140       | LH    | Roman Koudelka                                                                | Stefan Kraft                                                               | Andreas Wellinger                                                        |
| 28 novembre 2014              | Kuusamo                | Finlandia | Rukatunturi HS142          | LH    | Simon Ammann                                                                  | Daiki Itō                                                                  | Noriaki Kasai                                                            |
| 29 novembre 2014              | Kuusamo                | Finlandia | Rukatunturi HS142          | LH    | Simon Ammann Noriaki Kasai                                                    |                                                                            | Severin Freund                                                           |
| 6 dicembre 2014               | Lillehammer            | Norvegia  | Lysgårdsbakken HS138       | LH    | Gregor Schlierenzauer                                                         | Anders Fannemel                                                            | Michael Hayböck                                                          |
| 7 dicembre 2014               | Lillehammer            | Norvegia  | Lysgårdsbakken HS138       | LH    | Roman Koudelka                                                                | Peter Prevc                                                                | Michael Hayböck                                                          |
| 13 dicembre 2014              | Nižnij Tagil           | Russia    | Aist HS134                 | LH    | Anders Fannemel                                                               | Gregor Schlierenzauer                                                      | Severin Freund                                                           |
| 14 dicembre 2014              | Nižnij Tagil           | Russia    | Aist HS134                 | LH    | Severin Freund                                                                | Anders Fannemel                                                            | Stefan Kraft                                                             |
| 20 dicembre 2014              | Engelberg              | Svizzera  | Gross-Titlis-Schanze HS137 | LH    | Richard Freitag                                                               | Roman Koudelka                                                             | Jernej Damjan Michael Hayböck                                            |
| 21 dicembre 2014              | Engelberg              | Svizzera  | Gross-Titlis-Schanze HS137 | LH    | Roman Koudelka                                                                | Simon Ammann                                                               | Michael Hayböck                                                          |
| Torneo dei quattro trampolini |                        |           |                            |       |                                                                               |                                                                            |                                                                          |
| 29 dicembre 2014              | Oberstdorf             | Germania  | Schattenberg HS137         | LH    | Stefan Kraft                                                                  | Michael Hayböck                                                            | Peter Prevc                                                              |
| 1º gennaio 2015               | Garmisch-Partenkirchen | Germania  | Große Olympiaschanze HS140 | LH    | Anders Jacobsen                                                               | Simon Ammann                                                               | Peter Prevc                                                              |
| 4 gennaio 2015                | Innsbruck              | Austria   | Bergisel HS130             | LH    | Richard Freitag                                                               | Stefan Kraft                                                               | Simon Ammann Noriaki Kasai                                               |
| 6 gennaio 2015                | Bischofshofen          | Austria   | Paul Ausserleitner HS140   | LH    | Michael Hayböck                                                               | Noriaki Kasai                                                              | Stefan Kraft                                                             |
| 10 gennaio 2015               | Tauplitz               | Austria   | Kulm HS200                 | FH    | Severin Freund                                                                | Stefan Kraft                                                               | Jurij Tepeš                                                              |
| 11 gennaio 2015               | Tauplitz               | Austria   | Kulm HS200                 | FH    | annullata                                                                     | annullata                                                                  | annullata                                                                |
| 15 gennaio 2015               | Wisła                  | Polonia   | Malinka HS134              | LH    | Stefan Kraft                                                                  | Peter Prevc                                                                | Severin Freund                                                           |
| 17 gennaio 2015               | Zakopane               | Polonia   | Wielka Krokiew HS134       | TL    | Germania Michael Neumayer Marinus Kraus Richard Freitag Severin Freund        | Austria Michael Hayböck Gregor Schlierenzauer Thomas Diethart Stefan Kraft | Slovenia Jurij Tepeš Nejc Dežman Jernej Damjan Peter Prevc               |
| 18 gennaio 2015               | Zakopane               | Polonia   | Wielka Krokiew HS134       | LH    | Kamil Stoch                                                                   | Stefan Kraft                                                               | Severin Freund                                                           |
| 24 gennaio 2015               | Sapporo                | Giappone  | Ōkurayama HS134            | LH    | Peter Prevc                                                                   | Stefan Kraft                                                               | Roman Koudelka                                                           |
| 25 gennaio 2015               | Sapporo                | Giappone  | Ōkurayama HS134            | LH    | Roman Koudelka                                                                | Kamil Stoch                                                                | Peter Prevc                                                              |
| 30 gennaio 2015               | Willingen              | Germania  | Mühlenkopf HS145           | LH    | Kamil Stoch                                                                   | Peter Prevc                                                                | Severin Freund                                                           |
| 31 gennaio 2015               | Willingen              | Germania  | Mühlenkopf HS145           | TL    | Slovenia Jurij Tepeš Nejc Dežman Jernej Damjan Peter Prevc                    | Germania Markus Eisenbichler Marinus Kraus Richard Freitag Severin Freund  | Norvegia Tom Hilde Anders Jacobsen Anders Fannemel Rune Velta            |
| 1º febbraio 2015              | Willingen              | Germania  | Mühlenkopf HS145           | LH    | Severin Freund                                                                | Rune Velta                                                                 | Roman Koudelka                                                           |
| 7 febbraio 2015               | Titisee-Neustadt       | Germania  | Hochfirst HS142            | LH    | Severin Freund                                                                | Stefan Kraft                                                               | Peter Prevc                                                              |
| 8 febbraio 2015               | Titisee-Neustadt       | Germania  | Hochfirst HS142            | LH    | Anders Fannemel                                                               | Kamil Stoch                                                                | Roman Koudelka                                                           |
| 14 febbraio 2015              | Vikersund              | Norvegia  | Vikersundbakken HS225      | FH    | Peter Prevc                                                                   | Anders Fannemel                                                            | Noriaki Kasai                                                            |
| 15 febbraio 2015              | Vikersund              | Norvegia  | Vikersundbakken HS225      | FH    | Severin Freund                                                                | Anders Fannemel                                                            | Johann André Forfang                                                     |
| 7 marzo 2015                  | Lahti                  | Finlandia | Salpausselkä HS130         | TL    | Norvegia Anders Bardal Anders Jacobsen Anders Fannemel Rune Velta             | Germania Richard Freitag Marinus Kraus Markus Eisenbichler Severin Freund  | Giappone Shōhei Tochimoto Taku Takeuchi Daiki Itō Noriaki Kasai          |
| 8 marzo 2015                  | Lahti                  | Finlandia | Salpausselkä HS130         | LH    | Stefan Kraft                                                                  | Severin Freund                                                             | Anders Fannemel                                                          |
| 10 marzo 2015                 | Kuopio                 | Finlandia | Puijo HS100                | NH    | Severin Freund                                                                | Anders Bardal                                                              | Stefan Kraft Simon Ammann                                                |
| 12 marzo 2015                 | Trondheim              | Norvegia  | Granåsen HS138             | LH    | Severin Freund                                                                | Peter Prevc                                                                | Rune Velta                                                               |
| 14 marzo 2015                 | Oslo Holmenkollen      | Norvegia  | Holmenkollen HS134         | LH    | Severin Freund                                                                | Peter Prevc                                                                | Rune Velta                                                               |
| 15 marzo 2015                 | Oslo Holmenkollen      | Norvegia  | Holmenkollen HS134         | LH    | Severin Freund                                                                | Noriaki Kasai                                                              | Peter Prevc Kamil Stoch                                                  |
| 20 marzo 2015                 | Planica                | Slovenia  | Letalnica HS225            | FH    | Peter Prevc                                                                   | Jurij Tepeš                                                                | Stefan Kraft                                                             |
| 21 marzo 2015                 | Planica                | Slovenia  | Letalnica HS225            | TL FH | Slovenia Jurij Tepeš Anže Semenič Robert Kranjec Peter Prevc                  | Austria Stefan Kraft Michael Hayböck Manuel Fettner Gregor Schlierenzauer  | Norvegia Johann André Forfang Kenneth Gangnes Anders Fannemel Rune Velta |
| 22 marzo 2015                 | Planica                | Slovenia  | Letalnica HS225            | FH    | Jurij Tepeš                                                                   | Peter Prevc                                                                | Rune Velta                                                               |

Legenda:

LH = trampolino lungo

FH = volo con gli sci

TL = gara a squadre

### Classifiche

#### Generale

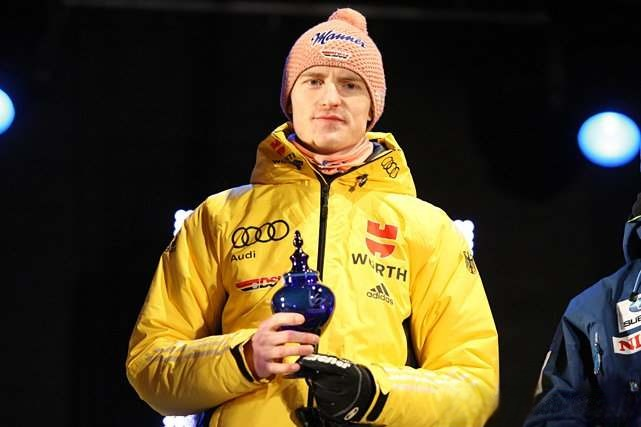
Severin Freund nel 2012

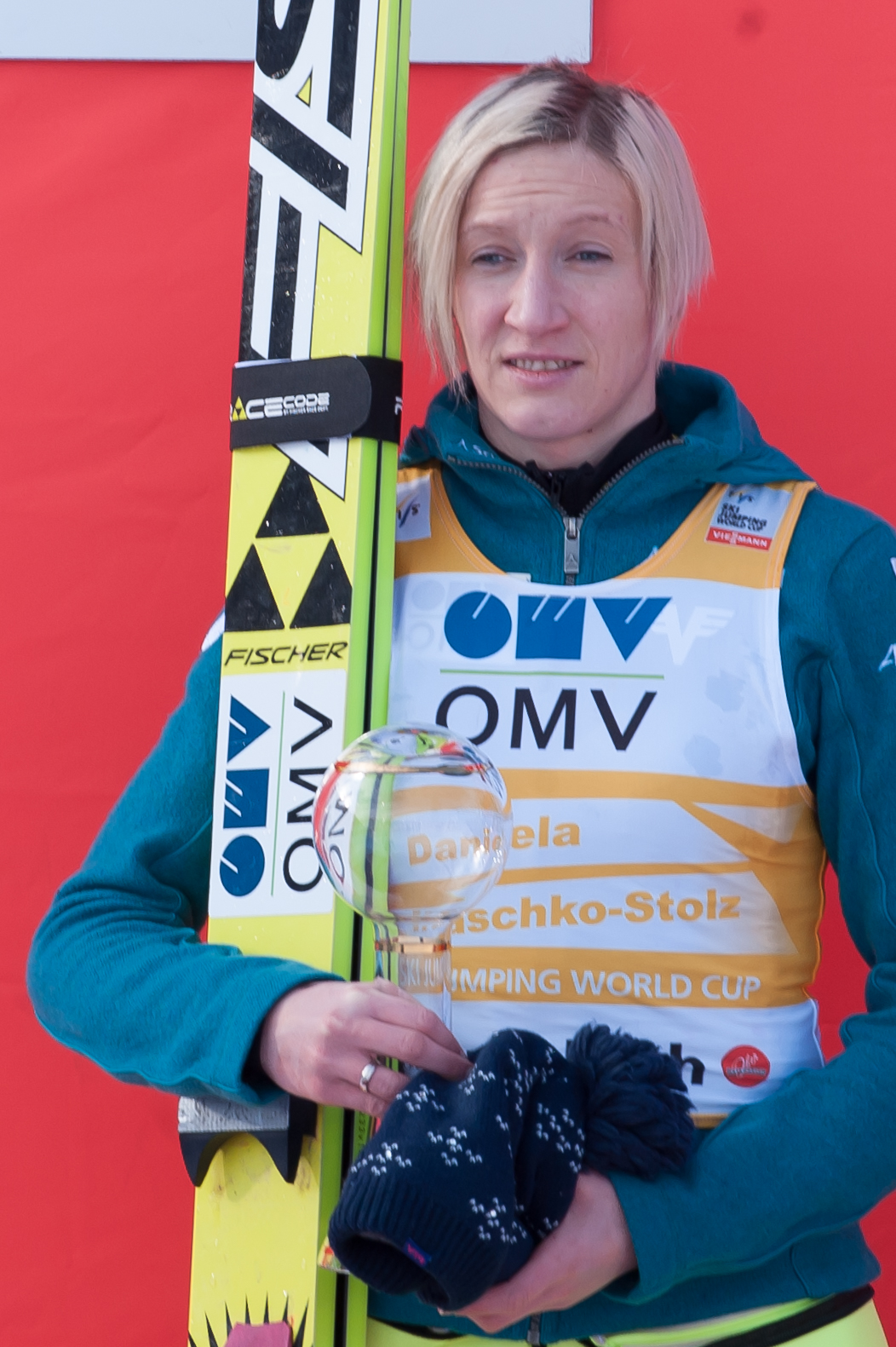
Daniela Iraschko nel 2015

| Pos. | Nome                  | Nazione   | Punti |
| ---- | --------------------- | --------- | ----- |
| 1    | Severin Freund        | Germania  | 1729  |
| 2    | Peter Prevc           | Slovenia  | 1729  |
| 3    | Stefan Kraft          | Austria   | 1578  |
| 4    | Anders Fannemel       | Norvegia  | 1161  |
| 5    | Michael Hayböck       | Austria   | 1157  |
| 6    | Noriaki Kasai         | Giappone  | 1137  |
| 7    | Roman Koudelka        | Rep. Ceca | 1113  |
| 8    | Rune Velta            | Norvegia  | 848   |
| 9    | Kamil Stoch           | Polonia   | 820   |
| 10   | Gregor Schlierenzauer | Austria   | 739   |

#### Torneo dei quattro trampolini
| Pos. | Nome            | Nazione  | Punti  |
| ---- | --------------- | -------- | ------ |
| 1    | Stefan Kraft    | Austria  | 1106,7 |
| 2    | Michael Hayböck | Austria  | 1100,7 |
| 3    | Peter Prevc     | Slovenia | 1077,2 |
| 4    | Noriaki Kasai   | Giappone | 1074,8 |
| 5    | Anders Jacobsen | Norvegia | 1060,1 |

#### Volo
| Pos. | Nome           | Nazione  | Punti |
| ---- | -------------- | -------- | ----- |
| 1    | Peter Prevc    | Slovenia | 345   |
| 2    | Severin Freund | Germania | 336   |
| 3    | Jurij Tepeš    | Slovenia | 287   |
| 4    | Noriaki Kasai  | Giappone | 227   |
| 5    | Rune Velta     | Norvegia | 200   |

#### Nazioni
| Pos. | Nazione   | Punti |
| ---- | --------- | ----- |
| 1    | Germania  | 5533  |
| 2    | Norvegia  | 5496  |
| 3    | Austria   | 5193  |
| 4    | Slovenia  | 4994  |
| 5    | Giappone  | 3501  |
| 6    | Polonia   | 2282  |
| 7    | Rep. Ceca | 1839  |
| 8    | Svizzera  | 950   |
| 9    | Finlandia | 760   |
| 10   | Russia    | 487   |

## Donne

### Risultati
| Data             | Località          | Nazione  | Trampolino             | Spec. | Prima                           | Seconda           | Terza             |
| ---------------- | ----------------- | -------- | ---------------------- | ----- | ------------------------------- | ----------------- | ----------------- |
| 5 dicembre 2014  | Lillehammer       | Norvegia | Lysgårdsbakken HS100   | NH    | Špela Rogelj                    | Daniela Iraschko  | Sara Takanashi    |
| 10 gennaio 2015  | Sapporo           | Giappone | Miyanomori HS100       | NH    | Sara Takanashi                  | Daniela Iraschko  | Špela Rogelj      |
| 11 gennaio 2015  | Sapporo           | Giappone | Miyanomori HS100       | NH    | Sara Takanashi                  | Carina Vogt       | Chiara Hölzl      |
| 17 gennaio 2015  | Zaō               | Giappone | Yamagata HS100         | NH    | annullata                       | annullata         | annullata         |
| 18 gennaio 2015  | Zaō               | Giappone | Yamagata HS100         | NH    | Carina Vogt                     | Irina Avvakumova  | Špela Rogelj      |
| 24 gennaio 2015  | Oberstdorf        | Germania | Schattenberg HS100     | NH    | Daniela Iraschko                | Carina Vogt       | Sara Takanashi    |
| 25 gennaio 2015  | Oberstdorf        | Germania | Schattenberg HS100     | NH    | Daniela Iraschko                | Carina Vogt       | Taylor Henrich    |
| 31 gennaio 2015  | Hinzenbach        | Austria  | Aigner HS94            | NH    | Daniela Iraschko                | Carina Vogt       | Sara Takanashi    |
| 1º febbraio 2015 | Hinzenbach        | Austria  | Aigner HS94            | NH    | Carina Vogt                     | Daniela Iraschko  | Špela Rogelj      |
| 7 febbraio 2015  | Râșnov            | Romania  | Valea Cărbunării HS100 | NH    | Daniela Iraschko                | Sara Takanashi    | Maren Lundby      |
| 8 febbraio 2015  | Râșnov            | Romania  | Valea Cărbunării HS100 | NH    | Sara Takanashi                  | Nita Englund      | Daniela Iraschko  |
| 14 febbraio 2015 | Ljubno            | Slovenia | Logarska dolina HS95   | NH    | Sara Takanashi                  | Daniela Iraschko  | Sarah Hendrickson |
| 15 febbraio 2015 | Ljubno            | Slovenia | Logarska dolina HS95   | NH    | Daniela Iraschko Sara Takanashi |                   | Sarah Hendrickson |
| 13 marzo 2015    | Oslo Holmenkollen | Norvegia | Holmenkollen HS134     | LH    | Sara Takanashi                  | Sarah Hendrickson | Taylor Henrich    |

Legenda:

NH = trampolino normale

LH = trampolino lungo

### Classifiche

#### Generale
| Pos. | Nome                       | Nazione     | Punti |
| ---- | -------------------------- | ----------- | ----- |
| 1    | Daniela Iraschko           | Austria     | 1007  |
| 2    | Sara Takanashi             | Giappone    | 973   |
| 3    | Carina Vogt                | Germania    | 672   |
| 4    | Špela Rogelj               | Slovenia    | 581   |
| 5    | Yūki Itō                   | Giappone    | 434   |
| 6    | Maja Vtič                  | Slovenia    | 418   |
| 7    | Eva Pinkelnig              | Austria     | 408   |
| 8    | Sarah Hendrickson          | Stati Uniti | 399   |
| 9    | Jacqueline Seifriedsberger | Austria     | 370   |
| 10   | Nita Englund               | Stati Uniti | 332   |

#### Nazioni
| Pos. | Nazione     | Punti |
| ---- | ----------- | ----- |
| 1    | Austria     | 1970  |
| 2    | Giappone    | 1638  |
| 3    | Germania    | 1481  |
| 4    | Slovenia    | 1337  |
| 5    | Stati Uniti | 1013  |
| 6    | Norvegia    | 659   |
| 7    | Russia      | 490   |
| 8    | Francia     | 368   |
| 9    | Canada      | 230   |
| 10   | Finlandia   | 121   |